# 오네코탄섬
오네코탄섬(러시아어: Онекотан, 일본어: 温禰古丹島 오네코탄토[*],  아이누어:  Onne Kotan)은 쿠릴 열도의 북부에 위치한 화산섬이다.
섬은 크게 2개의 성층화산과 비교적 평탄한 지협으로 이루어져 있는데, 남쪽의 1,324m 높이 크레니친 화산(러시아어: Креницын, 일본어: 黒石山 구로이시야마[*])과 북쪽의 1,019m 높이 네모 화산(러시아어: Немо, 일본어: 根茂山 네모야마[*])가 있다. 특히 크레니친 화산은 타오-루시르 칼데라로 불리는 화산호로 둘러쌓여 있다.
1875년 일본이 섬을 러시아로부터 인계받을 시에 16명의 주민이 있었다고 하나, 1884년 쿠릴 아이누족들을 시코탄 섬으로 이주시킨 이래로 무인도로 남아있다.

## 같이 보기
- 러시아의 섬 목록